# Niedersächsisches Landesinstitut für schulische Qualitätsentwicklung
Das Niedersächsisches Landesinstitut für schulische Qualitätsentwicklung (NLQ) ist in Niedersachsen als nachgeordnete Behörde des Kultusministeriums für die Qualität des Schulsystems verantwortlich. Es ist am 1. Januar 2011 aus dem Niedersächsischen Landesamt für Lehrerbildung und Schulentwicklung (NiLS) und der Niedersächsische Schulinspektion (NSchI) gebildet worden.

## Aufgaben
Das Institut hat vier wesentliche Aufgabenbereiche:
- Schulinspektion und Evaluation
- Qualitätsentwicklung
- Qualifizierung von Leitungspersonal
- Information und Kommunikation einschließlich Medienbildung mit dem Betrieb des Niedersächsischen Bildungsservers NiBiS

## Organisationsstruktur

### Abteilung 1
- Verwaltung, Veranstaltungsmanagement
- Informations- und Kommunikationstechnologien in Schulen
- Niedersächsischer Bildungsserver NiBiS
- Landesprüfungsamt, Schulbuchgenehmigung
- Qualitätsmanagement, Prozessmanagement, Wissensmanagement des NLQ

### Abteilung 2
- Evaluation bildungspolitischer Vorhaben
- Schulinspektion (Berufsbildende Schulen)
- Fokusevaluation (allgemein bildende Schulen)
- Bildungsmonitoring, Datenmanagement

### Abteilung 3
(Quelle: )
- Qualitätssicherung und Qualitätsentwicklung der Lehrkräftefortbildung
- Unterrichts- und schulformbezogene Vorhaben
- Unterrichtsübergreifende Vorhaben
- Berufliche Bildung
- Politische Bildung / Europa und Internationales

### Abteilung 4
- Erst- und Begleitqualifizierung von schulischem Leitungspersonal
- Leitungsnachwuchsförderung

### Abteilung 5
(Quelle: )
- Bildungsportal Niedersachsen, Bildungsmedien, Servicestelle E-Learning
- IT-Einsatz und Bildungsinnovationen
- Medienbildung in Schule und Unterricht, Netzwerk Medienberatung